# Elijah Johnson
Elijah Johnson (av. 1789 - 3 avril 1849) est un homme politique d'origine afro-américaine faisant partie des premiers agents coloniaux de l'American Colonization Society qui représente aujourd'hui le Liberia. Johnson est probablement né dans l'État de New-York ou l'État du New-Jersey avant 1789. Son éducation est limitée en raison de son statut d'afro-américain puisque l'esclavage est encore pratiqué aux États-Unis. Il devient une figure emblématique dans la colonie américaine du Liberia, autant du côté des colons que du côté des autochtones de la région. Son fils Hilary R. W. Johnson est élue à la Présidence de 1884 à 1892 et est le premier Président du Liberia à être né dans le pays.

## Biographie

### Vie aux États-Unis
Très peu d'informations sur la jeunesse d'Elijah Johnson sont disponibles en raison de son statut d'afro-américain libre au sein d'une société esclavagiste au XIXe siècle. Les ancêtres de Johnson sont métissés entre des américains blancs et des afro-américains. En 1789, il se rend au New-Jersey pour y recevoir une éducation religieuse au sein de l'Église méthodiste. Avant sa migration vers les côtes africaines, Elijah Johnson a déjà eu deux enfants hors mariage, il s'agit de Lewis Johnson (1810-1838) et Charles Johnson (1812). Elijah Johnson prend part à la guerre anglo-américaine de 1812 qui oppose les États-Unis et l'Amérique du Nord britannique. Il se marie aussi à Mary Johnson, sa première femme, avant son départ vers l'Afrique. De ces premières noces naît Elizabeth Johnson (1818).

### Colonisation du Liberia
L'affranchissement des esclaves noirs par certains maîtres américains vient créer une nouvelle classe sociale au sein du pays, celle des affranchis. Or, une conception toujours très ségrégationniste existe et perdure dans l'histoire jusqu'à la Guerre de Sécession de 1861 à 1865 et jusqu'à la fin des lois ségrégationnistes en 1964. La conception d'une Amérique blanche pousse donc des intellectuels afro-américains à penser un retour vers l'Afrique. Dès 1816, l'American Colonization Society obtient l'autorisation du Congrès des États-Unis de ramener les esclaves affranchis vers le continent africain. En 1817, Jesse Torrey, un physicien originaire de Philadelphie conclut que les populations noires et blanches des États-Unis évolueraient mieux si elles étaient indépendantes l'une de l'autre. De cette manière, le projet d'exportation des populations noires affranchis vers l'Afrique voit le jour. L'identité américaine se forge sur des origines européennes, il est donc dans l'intérêt des populations blanches des États-Unis qu'un retour vers l'Afrique soit organisé pour les affranchis.
Elijah Johnson traverse l'Océan Atlantique à bord de l'Elizabeth et accoste en Afrique de l'Ouest le 7 janvier 1822. Il est agent colonial et fait partie des premiers représentants des États-Unis à s'installer sur les côtes africaines dans un but de coloniser la région avec les anciennes populations africaines soumises à l'esclavage en Amérique du Nord. L'American Colonization Society accoste la côte du Sierra Leone actuel sur l'Île Sherbro autour de février 1820. Dans les premières années de la colonisation du Liberia, les conditions de vie des colonisateurs américains deviennent rapidement très précaires et un grand nombre de décès survient à cause de la fièvre jaune et de la malaria. Mary Johnson, l'épouse d'Elijah Johnson, décède rapidement de la malaria le 15 septembre dans la première année de la colonisation, seulement 5 mois après leur établissement. En secondes noces, Elijah Johnson épouse Rachel Wright Johnson. Cette union se déroule dans la nouvelle colonie américaine d'Afrique de l'Ouest. Après les débuts difficiles pour les colons, plusieurs des anciens voyageurs du Elizabeth pressent Elijah Johnson d'effectuer un retour vers la mère patrie américaine. Mais l'agent colonial insiste que la recherche pour un territoire tel que Monrovia dure depuis deux années et que celui-ci compte y rester et ces paroles inspirent les colons à demeurer au Liberia.
En 1822, la ville de Monrovia est fondée sur l'île Providence par l'American Colonization Society afin de servir de chef-lieu de la nouvelle colonie dédiée aux populations afro-américaines nouvellement affranchis de leur état d'esclaves. La ville est nommée en l'honneur de James Monroe, le 5e Président des États-Unis, la mère patrie de la colonie du Liberia. 
Vers la fin du mois d'avril 1822, les premiers colons de l'American Colonization Society déplacent la colonie américaine vers le Cap Montserado dans l'actuel Liberia. La décision est motivée par les conditions inhospitalières de l'île Sherbro sur laquelle la colonie s'était installée à son arrivée sur les côtes africaines. Après des premières années difficiles pour la colonisation, la colonie s'établit définitivement dans la région de l'actuel Liberia. Le 28 avril 1822, une cérémonie de prise de possession des nouvelles terres a lieu dans l'actuel Liberia et le drapeau des États-Unis est érigé pour symboliser l'emprise des États-Unis sur ce territoire. 
Entre la première vague de migrants afro-américains et la Guerre de Sécession, il y aurait eu environ 20 000 afro-américains ayant émigrés vers les côtes africaines pour rejoindre la nouvelle colonie du Liberia selon les estimations.

### Le massacre de Port Cresson
Port Cresson est un port colonial américain établit en Afrique de l'Ouest en 1834 et nommé en l'honneur d'Elliott Cresson, un philanthrope américain de la Pennsylvanie. Le nouvel établissement est peuplé principalement de colons américains de Pennsylvanie affiliés à l'American Colonization Society. Tout comme l'établissement de Monrovia, le peuplement est essentiellement fait à partir de populations afro-américaines affranchies de l'esclavage dans la période qui précède la Guerre de Sécession.
Le 10 juin 1835, les forces du roi Joe Harris s'attaquent à Port Cresson avec pour but de débarrasser la région des colons américains. En effet, l'établissement de colons américains sur la côte Ouest de l'Afrique compromet les activités commerciales se déroulant dans cette région du continent comme la traite d'esclave. La traite d'esclave a toujours lieu malgré son abolition par les Britanniques en 1833 et leurs actions contre sa pratique par les autres puissances européennes. Les populations attaquées le 10 juin 1835 sont principalement des quakers pacifiques et surtout en grand déficit de tous moyens pour se défendre puisque ceux-ci ne possédaient que très peu d'armes. Les hommes du roi Joe Harris attaquent Port Cresson et ses environs jusqu'à ce qu'un autre roi de la région, le roi Bob, s'oppose à ces attaques sanglantes.
Un survivant du massacre du 10 juin 1835 à Port Cresson, Edward Y. Hankinson, parvient jusqu'à l'établissement fortifié de Monrovia afin de chercher un allié contre les attaques du roi africain Joe Harris. Les colons de Monrovia organisent alors une expédition punitive qui est menée par Elijah Johnson contre le roi africain Joe Harris et ses hommes. L'organisation militaire dont fait état Elijah Johnson et ses troupes de volontaires permettent à la colonie de Monrovia de centraliser les activités coloniales américaines de la région autour de la ville.

### Vers l'indépendance
La mortalité élevée dans la colonie permet à Elijah Johnson d'atteindre des postes importants dans l'administration coloniale dans la première décennie de la colonisation. Il s'oppose à une possible colonisation de la région par les forces britanniques et permet par le fait même au Liberia de demeurer l'un des seuls pays africains avec l'Éthiopie à ne pas avoir été sous l'emprise directe de l'impérialisme européen. En 1847, il fait partie des délégués de la Convention constitutionnelle du Liberia et fait partie des signataires de la Déclaration d'indépendance du Liberia. L'indépendance de la République du Liberia est proclamée le 26 juillet 1847, ce qui fait de Johnson l'un des pères de la nation. Il décède le 23 mars 1849 dans la station missionnaire de White Plains située à l'intérieur du nouvel État indépendant du Liberia.

### Postérité
L'un de ses fils issu de son second mariage, Hilary R. W. Johnson est élue en tant que 11e Président de la République du Liberia le 7 janvier 1884. Il est d'ailleurs le premier dirigeant de la République du Liberia à être né sur le continent africain alors que ses deux parents, Elijah Johnson et Rachel Wright Johnson, sont tous deux des afro-américains ayant migré vers la nouvelle colonie.

### Famille
Une partie de la descendance d'Elijah Johnson est toujours présente sur le continent américain en raison d'au moins deux naissances hors mariage
- Lewis Johnson (1810-1838)
- Charles Johnson (1812)

En premières noces, il épouse aux États-Unis Mary Johnson avec qui il migre vers la côte Ouest africaine dans les années 1820.
- Elizabeth Johnson (1818)

En secondes noces, il épouse dans la colonie de Monrovia Rachel Wright Johnson.
- Hilary R. W. Johnson

Sa descendance nombreuse a été très peu recensée aux États-Unis et dans la colonie africaine.